# ISO 3166-2:CZ
ISO 3166-2:CZ è uno standard ISO che definisce i nomi delle suddivisioni territoriali: è un sottogruppo dell'ISO 3166-2 che si applica alla Repubblica Ceca. Copre le 13 regioni, la capitale Praga e i 76 distretti del paese, questi ultimi privi di rilevanza amministrativa dal 2003.
Il codice è formato due parti: la prima è il codice ISO 3166-1 CZ che identifica la Repubblica Ceca mentre la seconda è un codice a due cifre per le regioni e tre per i distretti.

## Lista dei codici

### Regioni
| Codice | Regione             |
| ------ | ------------------- |
| CZ-31  | Boemia Meridionale  |
| CZ-64  | Moravia Meridionale |
| CZ-41  | Karlovy Vary        |
| CZ-63  | Vysočina            |
| CZ-52  | Hradec Králové      |
| CZ-51  | Liberec             |
| CZ-80  | Moravia-Slesia      |
| CZ-71  | Olomouc             |
| CZ-53  | Pardubice           |
| CZ-32  | Plzeň               |
| CZ-10  | Praga               |
| CZ-20  | Boemia Centrale     |
| CZ-42  | Ústí nad Labem      |
| CZ-72  | Zlín                |

### Distretti
| Codice | Regione             | Regione d'appartenenza |
| ------ | ------------------- | ---------------------- |
| CZ-201 | Benešov             | Boemia Centrale        |
| CZ-202 | Beroun              | Boemia Centrale        |
| CZ-641 | Blansko             | Moravia Meridionale    |
| CZ-642 | Brno-město          | Moravia Meridionale    |
| CZ-643 | Brno-venkov         | Moravia Meridionale    |
| CZ-801 | Bruntál             | Moravia-Slesia         |
| CZ-644 | Břeclav             | Moravia Meridionale    |
| CZ-511 | Česká Lípa          | Liberec                |
| CZ-311 | České Budějovice    | Boemia Meridionale     |
| CZ-312 | Český Krumlov       | Boemia Meridionale     |
| CZ-411 | Cheb                | Karlovy Vary           |
| CZ-422 | Chomutov            | Ústí nad Labem         |
| CZ-531 | Chrudim             | Pardubice              |
| CZ-321 | Domažlice           | Plzeň                  |
| CZ-421 | Děčín               | Ústí nad Labem         |
| CZ-802 | Frýdek-Místek       | Moravia-Slesia         |
| CZ-631 | Havlíčkův Brod      | Vysočina               |
| CZ-645 | Hodonín             | Moravia Meridionale    |
| CZ-521 | Hradec Králové      | Hradec Králové         |
| CZ-512 | Jablonec nad Nisou  | Liberec                |
| CZ-711 | Jeseník             | Olomouc                |
| CZ-632 | Jihlava             | Vysočina               |
| CZ-313 | Jindřichův Hradec   | Boemia Meridionale     |
| CZ-522 | Jičín               | Hradec Králové         |
| CZ-412 | Karlovy Vary        | Karlovy Vary           |
| CZ-803 | Karviná             | Moravia-Slesia         |
| CZ-203 | Kladno              | Boemia Centrale        |
| CZ-322 | Klatovy             | Plzeň                  |
| CZ-204 | Kolín               | Boemia Centrale        |
| CZ-721 | Kroměříž            | Zlín                   |
| CZ-205 | Kutná Hora          | Boemia Centrale        |
| CZ-513 | Liberec             | Liberec                |
| CZ-423 | Litoměřice          | Ústí nad Labem         |
| CZ-424 | Louny               | Ústí nad Labem         |
| CZ-207 | Mladá Boleslav      | Boemia Centrale        |
| CZ-425 | Most                | Ústí nad Labem         |
| CZ-206 | Mělník              | Boemia Centrale        |
| CZ-804 | Nový Jičín          | Moravia-Slesia         |
| CZ-208 | Nymburk             | Boemia Centrale        |
| CZ-523 | Náchod              | Hradec Králové         |
| CZ-712 | Olomouc             | Olomouc                |
| CZ-805 | Opava               | Moravia-Slesia         |
| CZ-806 | Ostrava-město       | Moravia-Slesia         |
| CZ-532 | Pardubice           | Pardubice              |
| CZ-633 | Pelhřimov           | Vysočina               |
| CZ-324 | Plzeň-jih           | Plzeň                  |
| CZ-323 | Plzeň-město         | Plzeň                  |
| CZ-325 | Plzeň-sever         | Plzeň                  |
| CZ-315 | Prachatice          | Boemia Meridionale     |
| CZ-209 | Praha-východ        | Boemia Centrale        |
| CZ-20A | Praha-západ         | Boemia Centrale        |
| CZ-713 | Prostějov           | Olomouc                |
| CZ-314 | Písek               | Boemia Meridionale     |
| CZ-714 | Přerov              | Olomouc                |
| CZ-20B | Příbram             | Boemia Centrale        |
| CZ-20C | Rakovník            | Boemia Centrale        |
| CZ-326 | Rokycany            | Plzeň                  |
| CZ-524 | Rychnov nad Kněžnou | Hradec Králové         |
| CZ-715 | Šumperk             | Olomouc                |
| CZ-514 | Semily              | Liberec                |
| CZ-413 | Sokolov             | Karlovy Vary           |
| CZ-316 | Strakonice          | Boemia Meridionale     |
| CZ-533 | Svitavy             | Pardubice              |
| CZ-327 | Tachov              | Plzeň                  |
| CZ-426 | Teplice             | Ústí nad Labem         |
| CZ-525 | Trutnov             | Hradec Králové         |
| CZ-317 | Tábor               | Boemia Meridionale     |
| CZ-634 | Třebíč              | Vysočina               |
| CZ-722 | Uherské Hradiště    | Zlín                   |
| CZ-427 | Ústí nad Labem      | Ústí nad Labem         |
| CZ-534 | Ústí nad Orlicí     | Pardubice              |
| CZ-723 | Vsetín              | Zlín                   |
| CZ-646 | Vyškov              | Moravia Meridionale    |
| CZ-635 | Žďár nad Sázavou    | Vysočina               |
| CZ-724 | Zlín                | Zlín                   |
| CZ-647 | Znojmo              | Moravia Meridionale    |

## Codici non più in uso
| Codice | Regione             |
| ------ | ------------------- |
| CZ-JC  | Boemia Meridionale  |
| CZ-JM  | Moravia Meridionale |
| CZ-KA  | Karlovy Vary        |
| CZ-VY  | Vysočina            |
| CZ-KR  | Hradec Králové      |
| CZ-LI  | Liberec             |
| CZ-MO  | Moravia-Slesia      |
| CZ-OL  | Olomouc             |
| CZ-PA  | Pardubice           |
| CZ-PL  | Plzeň               |
| CZ-PR  | Praga               |
| CZ-ST  | Boemia Centrale     |
| CZ-US  | Ústí nad Labem      |
| CZ-ZL  | Zlín                |